# Муховиков, Антон Владимирович
Анто́н Влади́мирович Муховико́в (укр.  Антон Володимирович Муховиков; (20 июня 1984, Днепропетровск, СССР) — украинский футболист, полузащитник.

## Карьера
Начал карьеру 25 апреля 2002 года в составе «Борисфена-2», за который сыграл один матч, в котором забил гол херсонскому «Кристаллу».
Следующим клубом стало «Динамо-3», в составе которого он отыграл 11 матчей. 18 июня 2003 года в составе «Подолья» из Хмельницкого дебютировал в Первой лиге.
Следующим клубом стал молдавский «Нистру» (Отачь), в составе которого 19 июля 2007 года дебютировал в еврокубках.
Вскоре он перешёл в алчевскую «Сталь», в которой в сезоне 2009/10 стал лучшим бомбардиром команды.
Подписав контракт на один год с симферопольской «Таврией», следующий сезон провёл в Премьер-лиге Украины, в которой он сыграл только 4 матча.
В 2011 году перешёл в «Закарпатье». 25 марта 2011 года выйдя на замену после перерыва, в матче против «Арсенала» из Белой Церкви, дебютировал за новый клуб. 22 ноября 2011 года дебютировал за «Александрию», выйдя на замену в матче против «Зари» из Луганска. Всего за «Александрию» сыграл 5 матчей в Премьер-лиге Украины, но вскоре вернулся в «Закарпатье».
1 августа 2012 года перешёл в «Титан» из Армянска, за который сыграл два сезона. За новый клуб дебютировал 4 августа 2012 года в матче против киевской «Оболони».
В 2014 году перешёл в «Сумы», в составе которого дебютировал 29 марта 2014 года, в матче против алчевской «Стали». 27 апреля 2014 года забил свой первый гол за новый клуб в ворота кировоградской «Звезды».
В 2015 году прибыл на просмотр в криворожский «Горняк».
Летом 2015 года заключил контракт с МФК «Николаев». 26 июня 2015 года, дебютировал за новый клуб, выйдя на замену в матче против «Авангард» из Краматорска.